# Policía Ferroviaria Federal
La Policía Ferroviaria Federal brasileña (en portugués: Polícia Ferroviária Federal) es una agencia de policía fundada en 1852 que se encarga de las patrullas y la seguridad de los ferrocarriles federales de Brasil.

## Historia
Este organismo fue creado en 1852, por decreto del emperador Dom Pedro II para proteger todas las riquezas que se llevaron en los carriles de hierro. Hoy en día es las más pequeña de las agencias de policía federal de Brasil, con sólo 780 agentes. En la práctica, la Policía Ferroviaria Federal es inexistente, y los ferrocarriles están controlados por empresas privadas. Hay algunas propuestas en el Senado de Brasil para reactivar este organismo policial, ya que se considera importante para la seguridad nacional.

## Constitución federal
La Constitución brasileña de 1988 trae en su artículo 144, párrafo 3 º, un texto donde se menciona y se regulariza la presencia de esta institución: 
§ 3º - de la policía ferroviaria federal, órgano permanente, organizada y gestionada por la Unión y estructurada en la carrera, tiene por objeto, en el formato de la ley, para el patrullaje ostensible de los ferrocarriles federales.

## Privatización de los ferrocarriles de Brasil
Con la privatización de los ferrocarriles brasileños en 1996, su eficacia se redujo de 3.200 a 1.200 policías en todo el país para supervisar a unos 26 kilómetros de senderos, diseñados para transportar cargas.